# دوكاتي
دوكاتي للمحركات القابضة س.ب.ا هي شركة مصنعة للدراجات النارية انشأت عام 1926 ومقرها في بولونيا إيطاليا وهي الآن مملوكة من شركة فولكس واجن عن طريق شركة سيارات لامبورغيني. حقق فريق دوكاتي صدارة في صناعة الدراجات النارية والنجاح في سباقات الدراجات النارية كما يعرف بمزاوجة الأناقة والأداء.
عرفت دراجات دوكاتي منذ نشأتها وحتى وقتنا هذا بتصنيع دراجات السباق والدراجات ذات الطابع الرياضي بشكل عام حيث أن الشركة لها تاريخ طويل في العديد من سباقات الدراجات النارية منذ منتصف القرن الماضي.
تشتهر دراجات ماركة دوكاتي باستخدام محركات V ثنائية الاسطوانات ذات العزم العالي مستخدمة صمامات ديسمودروميك التي تستخدم عمود الكامة في فتح وغلق الصمام إيجابيا بدون الحاجة إلى نابض لغلق الصمام.